# Bernardo Morando
Bernardo Morando polnisch Bernardo Morando (* um 1540 Padua oder Venedig; † 1600 in Zamość) war ein Architekt, Bildhauer und Steinmetz der Renaissance. Morando gehörte zur fünften Generation italienischer Renaissance-Künstler, die am polnischen Königshof tätig waren. Morando gilt als Wegbereiter der Lubliner Renaissance.

## Leben
Morando kam 1569 nach Polen-Litauen. 1575 war er in Warschau tätig, wo er das Kościelski-Haus am Schlossplatz umbaute. In Lemberg traf er auf den Magnaten Jan Zamoyski, der eine ideale Renaissance-Stadt errichten wollte. Am 1. Juli 1578 schlossen sie einen Vertrag, der den Bau einer solchen Stadt zum Gegenstand hatte. Zwischen 1578 entwarf Morando den Stadtplan und begann mit den Bauarbeiten. Bis 1586 waren das Schloss und der Befestigungsring fertig. Von 1587 bis 1594 baute er das Rathaus und die Kathedralkirche. Auch an den Bürgerhäusern arbeitete er zusammen mit mährischen und deutschen Steinmetzen. Er arbeitete auch an anderen Projekten für Jan Zamoyski, so in Tomaszów Lubelski und Scharhorod in Podolien. Dieser war auch maßgeblich an seiner Versetzung in den Adelsstand beteiligt und schenkte ihm mehrere Bürgerhäuser in der Stadt. Zudem war Morando von 1591 bis 1593 Bürgermeister von Zamość. Möglicherweise war Morando auch für den polnischen Dichter und Dramaturgen Jan Kochanowski als Bühnenbildner tätig. Er heiratete eine Frau namens Katarzyna, mit der er sechs Kinder hatte. Einer seiner Söhne, Gabriel, studierte in Padua und war dann Bürgermeister und Richter sowie an der 1594 gegründeten Zamoyski-Akademie in Zamość als Dozent tätig. Nach seinem Tod führte sein Landsmann Andrea dell’Aqua die Arbeiten in Zamość weiter. Morando wurde wahrscheinlich in der Krypta der von ihm 1598 fertiggestellten Kollegiatkirche beigesetzt. Die Stadt Zamość vergibt seit 2008 ihm zu Ehren den Morando-Preis.

## Werke (Auswahl)

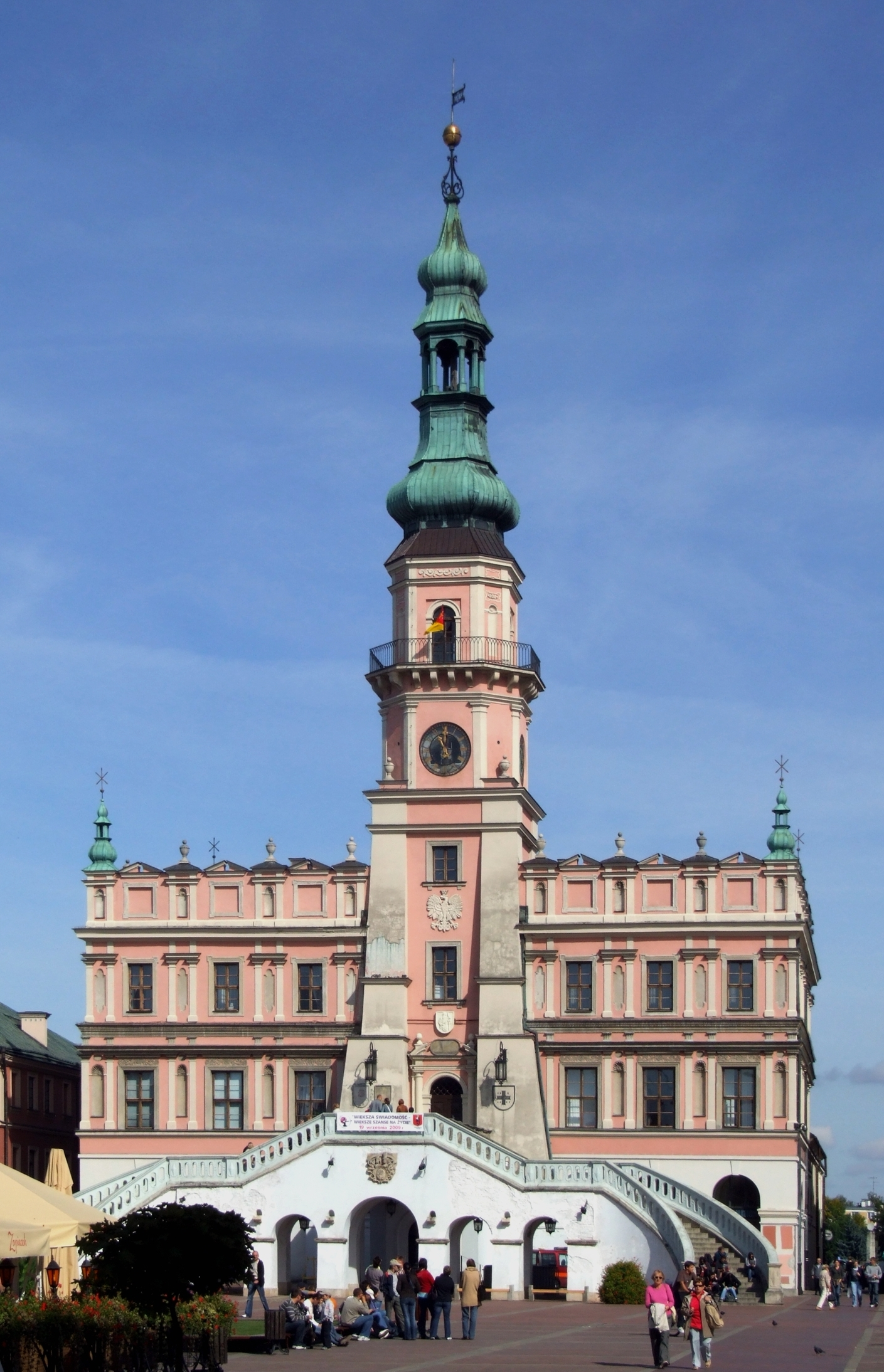
Rathaus von Zamość

- Kościelski-Haus in Warschau
- Lubliner Tor in Zamość
- Lemberger Tor in Zamość
- Arsenal in Zamość
- Zamoyski Schloss in Zamość
- Rathaus in Zamość
- Kollegiatkirche in Zamość
- Bürgerhäuser in Zamość